# Ursula Karven

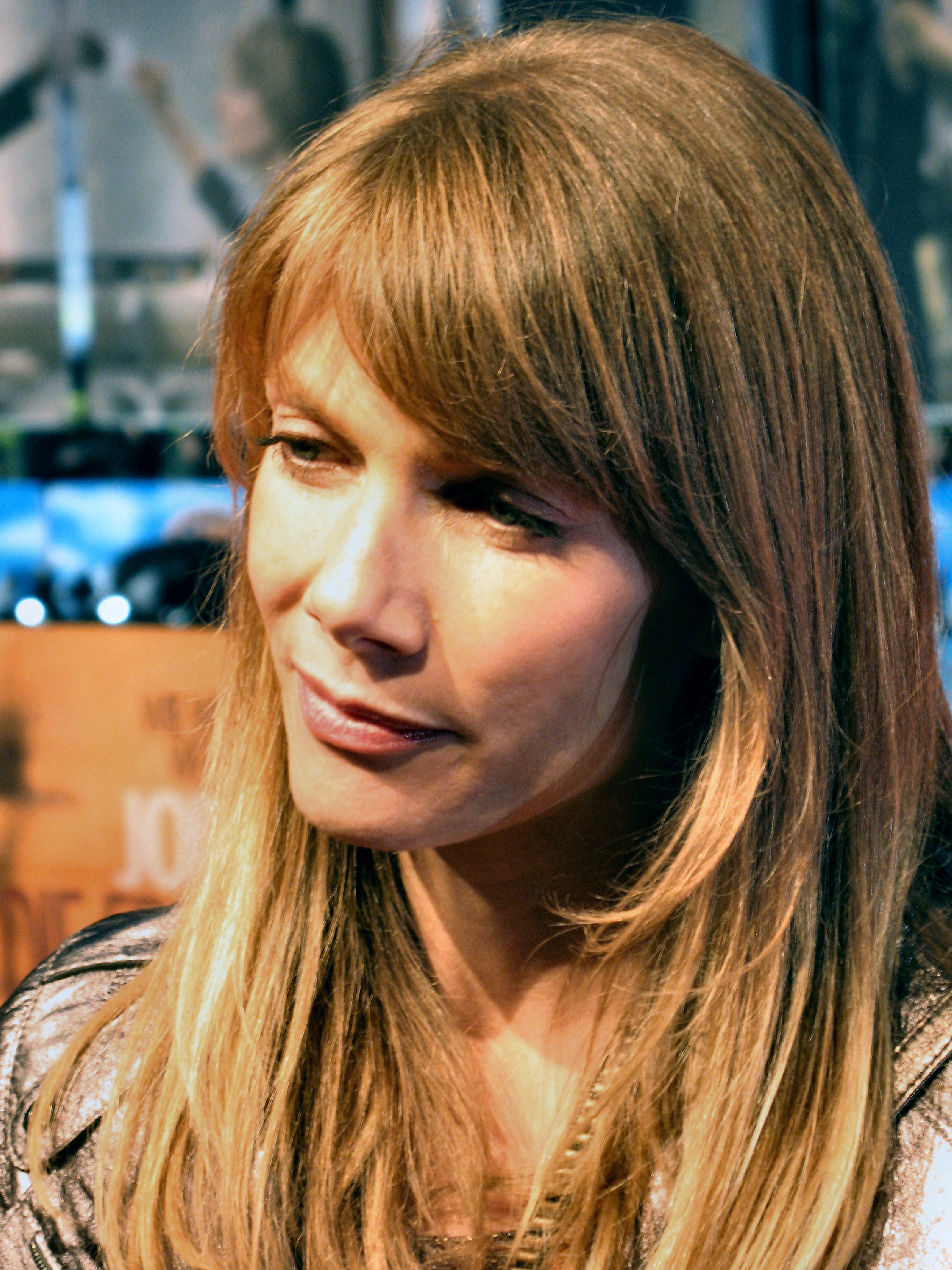
Ursula Karven

Ursula Karven (n. 17 septembrie 1964, Ulm, Germania) este o actriță, scriitoare, model și instructor de yoga din Germania.
Karven a jucat în numeroase filme și seriale de televiziune germane.
Pe 16 iunie 2001, Karven a fost pe prima pagină a ziarelor internaționale, atunci când fiul ei de patru ani, Daniel, s-a înecat la o petrecere în piscina muzicianului american Tommy Lee în Santa Monica. Lee a fost acuzat de neglijență dar a fost în cele din urmă achitat. Ea a fost căsătorită cu James Veres și are alți doi copii.

## Biografie
Ursula Ganzenmüller, mai târziu cunoscut sub numele de scenă de Ursula Karven, s-a născut în Ulm, Baden-Württemberg, pe 17 septembrie 1964. Debutul pe marele ecran l-a făcut în 1984, la vârsta de 20 de ani, în filmul Ein irre Sentiment, în regia lui Nikolas Müllerschön.
În 1986, ea a apărut pentru prima dată într-un serial, într-un episod din cel de-al treisprezecelea sezon al serialului de televiziune Derrick, intitulat „Der Augenzeuge” (Martorul ocular).
În 1994 a jucat în seria de televiziune Elbflorenz, în rolul Katjei Böhling.
În 1995, ea a jucat în filmul Criminal Impact. Mai târziu, în 2006, ea a jucat în serialul de televiziune M. E. T. R. O. - Ein Team auf Leben und Tod, în rolul Katharinei Hansen.
În 2012, la vârsta de 47 de ani, ea a pozat pentru coperta revistei Playboy.
În anul următor, ea a jucat în filmul de televiziune Nicht mit mir, Liebling. În film, regizat de Thomas Nennstiel, actrița joacă rolul Ninei von der Heyden.

## Viața personală
Ursula Karven a locuit cu familia ei pentru câțiva ani în Florida, iar mai târziu a trăit pe insula Mallorca, Spania. Pe lângă actorie, Karven își promovează propria linie de produse pentru copii și o îmbrăcăminte de maternitate intitulată „Bellybutton”. În anul 2010 s-a mutat de la Mallorca la Berlin.
Ea este fosta soție a producătorul James Veres, care, pe lângă Daniel, are încă doi fii, Christopher (născut în 1994) și Liam Taj (născut în 2003).

## Filmografie
- 1982: Neonstadt
- 1984: Ein irres Feeling
- 1986–1992: Derrick (Fernsehserie, drei Folgen)
- 1987: Beule oder wie man einen Tresor knackt
- 1989–1990: Das Erbe der Guldenburgs (Fernsehserie, fünf Folgen)
- 1990: Feuer, Eis & Dynamit
- 1990: Zwei Supertypen in Miami (episodul Die Formel des Todes)
- 1996: Hart aber herzlich – Jonathan unter Mordverdacht (Fernsehfilm)
- 1996: Tatort – Bei Auftritt Mord
- 1998: Rosamunde Pilcher (Fernsehreihe: in die Folge Dornen im Tal der Blumen)
- 1998: Ich schenk dir meinen Mann
- 1999: Liebe ist stärker als der Tod
- 2000: Feindliche Schwestern – Wenn aus Liebe Hass wird
- 2000: Autsch, du Fröhliche
- 2001: Delta Team – Auftrag geheim! (Fernsehserie, episodul Unsichtbare Gegner)
- 2001: Holiday Affair
- 2001: Balko (episodul Für ein paar Dollar mehr)
- 2001: Der Club der grünen Witwen
- 2002: Vater braucht eine Frau
- 2002: Con Express
- 2002: Familie XXL
- 2003: Vergiss die Toten nicht
- 2003: Denninger – Der Mallorcakrimi (episodul Doppeltes Spiel)
- 2004: Die Kommissarin (episodul Schwarze Lieben, roter Tod)
- 2005: Ein Fall für zwei (episodul Juwelen)
- 2005: Tote leben länger
- 2005–2008: Tatort (Fernsehreihe, sechs Folgen)
- 2006: M.E.T.R.O. – Ein Team auf Leben und Tod (Fernsehserie, zehn Folgen)
- 2008: Ein starkes Team (episodul Freundinnen)
- 2008: Stille Post
- 2009: Vulkan
- 2010: Der letzte Patriarch
- 2011: Mein Herz in Malaysia
- 2012: Nicht mit mir, Liebling
- 2012: Mein Herz in Malaysia
- 2012: SOKO Stuttgart (episodul Um Haaresbreite)
- 2013: Hattinger und die kalte Hand – Ein Chiemseekrimi
- 2013: Wer liebt, lässt los
- 2013: Eine unbeliebte Frau
- 2014: Katie Fforde – An deiner Seite
- 2014: Der Weg nach San Jose
- 2015: Katie Fforde – Das Weihnachtswunder von New York
- 2016: Katie Fforde – Warum hab ich ja gesagt?